# Velké Kunětice
Velké Kunětice là một làng thuộc huyện Jeseník, vùng Olomoucký, Cộng hòa Séc.